# Mutaz Essa Barshim
Mutaz Essa Barshim (arabiska: معتز_عيسى برشم), född den 24 juni 1991 i Doha, Qatar, är en qatarisk höjdhoppare.
Mutaz Barshim tog OS-brons i höjdhopp vid friidrottstävlingarna 2012 i London med 2,29 meter. Det blev senare till ett silver efter att guldmedaljören Ivan Ukhov testat positivt för dopning.
Vid Diamond League-tävlingarna 2013 i Eugene, USA noterade han personbästa med 2,40 m på vilket han vann tävlingen. Han blev åttonde man någonsin att ta den höjden.
Under säsongsavslutningen i Diamond League 2014 slog han nytt personbästa med 2,43 meter. Han är därmed den som har hoppat näst högst genom alla tider, endast efter kubanen Javier Sotomayor, som hoppat 2,45 meter. Vid VM i London 2017 tog Mutaz Barshim sin första internationella titel i höjdhopp med ett hopp på 2,35 meter. Han tog även guld vid VM i Doha, Qatar 2019 på höjden 2,37 meter. 
Vid olympiska sommarspelen 2020 i Tokyo tog Barshim delat guld med italienaren Gianmarco Tamberi i höjdhoppet.
Han gifte sig 2018 med svenska friidrottaren Alexandra Everett.